# Vecht- en Beneden-Reggegebied
Het Vecht- en Beneden-Reggegebied is een Natura 2000-gebied in de Nederlandse provincie Overijssel, vlak bij Ommen.
Vecht- en Beneden-Reggegebied ligt in twee verschillende landschappen, te weten rivierengebied en hogere zandgronden.